# Guillaume de Rochefort
Pour les articles homonymes, voir Guillaume de Rochefort (homonymie) et Rochefort.
Guillaume de Rochefort (1433 [plutôt 1439]-1492) fut docteur ès lois et en décret, un chancelier de France sous Louis XI et Charles VIII. Il était fils de Jacques II et d'Agnès de Cléron, et seigneur de Rochefort, de Pleuvaut et de Longeau.
Probablement natif de la région de Rochefort (Jura) (cf. Moréri : Grand Dictionnaire historique, t. VI, chez Jean-Baptiste Coignard, à Paris, 1725, p. 147-148), il fut d'abord au service des ducs de Bourgogne Philippe le Bon et Charles le Téméraire comme conseiller ordinaire puis chambellan de Bourgogne. Notamment il éloigna en 1474, à force d'argent, les Suisses et les Allemands prêts à envahir le comté de Bourgogne. De même, il était ambassadeur en Italie auprès du pape et d'autre princes dans ce pays. Toutefois, il dut abandonner sa cour et perdit ses biens. Après la mort du duc en 1477, il accepta les offres de Louis XI, entra dans son Conseil et fut nommé d'abord gouvernement du Blaisoie et enfin chancelier de France le 12 mai 1483 par lettres du roi. Le roi lui rendit également les terres de Pleuvaut et de Longeau, confisquées sur son père Jacques II de Rochefort. Il présida les États généraux de Tours en 1484, et fut plus tard chargé d'arrêter les bases du traité en vertu duquel Charles VIII épousa Anne de Bretagne.
Il est le frère aîné de Guy de Rochefort, qui fut lui aussi chancelier de France.
Certains historiens le fond naître, par simplicité, à Rochefort-sur-Nenon (39) mais sans preuves. Effectivement ses ancêtres étaient originaires de ce lieu, comme " tabellions (notaires) à Rochefort", d'où le nom de cette famille qui n'a jamais été seigneur de "ce" Rochefort, mais son père, Jacques, y possédait quelques terres et vignes par héritage. Il serait plutôt né à Pluvault (21), son frère aussi, ce lieu étant la "Maison familiale" des De Rochefort par héritage d'Agnès de Cléron leur mère. Attention ne pas confondre cette famille De Rochefort avec celle issue de Louis VI le Gros qui porte ce nom à cause de Rochefort-en-Yvelines ; l'erreur vient de "génealogistes" peu scrupuleux (encore aujourd'hui), et il est vrai que certains fiefs ont été communs aux deux familles.
Il décéda le 12 août 1492. Sa première femme, Guye de Vurry ou Wourey, dame de Fouchereau, mourut en 1487 et fut inhumée avant lui dans l'une des chapelles de l'église du couvent des Célestins de Paris (église et tombeau détruits en 1795). Elle donna naissance à quatre enfants. Après son décès, Guillaume de Rochefort épousa Anne de la Trémoille. Voici le texte de son épitaphe en vers :
(Ici reposent, dignes de souvenir, messire G[uillaume] de Rochefort et madame G[uye] de Wourry, séparés il y a peu par la mort et maintenant réunis par la mort. Et leur fils qu'ils avaient nourri, bien que leurs corps soient pourris sous cette sainte pierre du souvenir, ils avaient l'habitude, par espérance dévote, de venir s'en souvenir quand ils étaient vivants. Il mourut le dimanche 12 août 1492 et il repose avec son espérance. Que Dieu veuille les pardonner, les morts et nous aussi.)

## Sources et bibliographie
Marie-Nicolas Bouillet  et Alexis Chassang (dir.), « Guillaume de Rochefort » dans Dictionnaire universel d’histoire et de géographie, 1878 (lire sur Wikisource)
- M. Harsgors, Recherches sur le personnel du roi sous Charles VIII et Louis XII, Paris, 1980, Vol. I, p. 382.
- Joseph Mangin, Les chanceliers Guillaume et Guy de Rochefort, thèse de l'École des chartes, Paris, 1935 (dactylographiée).
- Joseph Mangin, Guillaume de Rochefort, conseiller de Charles le Téméraire et chancelier de France. Etude biographique suivie d'une notice sur Guy de Rochefort, thèse de l'École des chartes, Paris, 1936 (dactylographiée).
- Alain Marchandisse, Christophe Masson, « Les tribulations du Grand Bâtard Antoine de Bourgogne en Italie (1475) », dans : Publications du Centre européen d'Etudes bourguignonnes (XIVe – XVIe siècles) [titre : Rencontres de Romes (25 au 27 septembre 2008). Bourguignons en Italie, Italiens dans les pays bourguignons; XIVe - XVIe s.), vol. 49, 2009, p. 23-49.

- VIAF
- IdRef
- LCCN
- GND
- WorldCat